# Meiyin Wang
Meiyin Wang (王美银; 26 de diciembre de 1988) es un ciclista chino.

## Palmarés
2012
- 2.º en el Campeonato de China en Ruta
- 3.º en el Campeonato de China Contrarreloj

2013
- 1 etapa del Tour de Langkawi

2015
- 1 etapa del Tour de China I
- 3.º en el Campeonato de China en Ruta

2020
- Campeonato de China en Ruta

## Equipos
- Marco Polo (2009-2010)
  - Trek-Marco Polo (2009)
  - Marco Polo (2010)
- Hengxiang (2011-2016)
  - Hengxiang (2011-2015)
  - Wisdom-Hengxiang (2016)
- Bahrain Mérida[1] (2017-2019)
- Hengxiang Cycling Team[2] (2020-2022)